# Showdown (FIVE NEW OLDの曲)
「Showdown」（ショウダウン）は、日本のロックバンド・FIVE NEW OLDが2024年1月9日にワーナーミュージック・ジャパンから配信リリースした楽曲。

## 概要
前作「Kiss Me, Winter」から約2ヶ月ぶりとなる配信限定シングル。
テレビアニメ「HIGH CARD season2」のオープニング主題歌として書き下ろされた楽曲。同アニメとのタイアップは、2023年1月の「Trickster」に続いて2曲目。

2023年12月25日に今作のリリースが発表された。今作のリリースに際して、HIROSHI（Vo）は以下のようにコメントした。
『HIGH CARD season 2』のOPとして書き下ろすにあたって、何度も脚本を読みながら楽曲作りに取り掛かりました。楽曲の方向性に悩んだりした時も、フィンたちの言葉を灯火にしながら、僕等にとっても新しい音楽にたどり着くことができました。華やかでスリリングなサウンド。その中に、立ちはだかった壁を壊して突き進む力を宿した楽曲です。どんな選択も自分の気持ちで正解にしていける。何か迷った時に道しるべになる曲であって欲しいなと思います。『HIGH CARD』という物語に再び携わることができて感謝しています。
2024年1月25日に今曲のミュージックビデオが公開された。
3月4日にNHKワールド JAPAN「J-MELO」に出演し、今曲をテレビ初披露した。

## 楽曲解説
1. Showdown (03:23)
作詞 : Hiroshi Nakahara, Jamil Kazui
作曲 : FIVE NEW OLD, Hayato Yamamoto
編曲 : FIVE NEW OLD
  - 楽曲プロデュースはイギリスのロックバンド「Bloc Party」のギタリストRussell Lissackが担当した[7]。
  - ベストアルバム『FiNO is』に収録されている[8]。

## ミュージックビデオ
演奏パートがメインのミュージックビデオである。モノクロとカラーの相反する世界観や、ダンスホールを彷彿とさせるシックなライブシーンと対照的な廃墟での激しいパフォーマンスなど、目まぐるしく変化していく楽曲の展開が映像の中で表現されている。

MVに関して、HIROSHI（Vo.）は以下のようにコメントした。

“Showdown”のMVが出ました。FIVE NEW OLDの音楽遍歴を混ぜこぜにしたような楽曲にあわせて、いろんなスタイルで演奏しています。カッコよさとユーモアも忘れないHiroya監督の映像を是非楽しんでください。

## 参加ミュージシャン
FIVE NEW OLD
- HIROSHI（ボーカル・ギター）
- WATARU（ギター・キーボード）
- SHUN（ベース）
- HAYATO（ドラムス）

## タイアップ
- テレビアニメ『HIGH CARD』season 2 オープニングテーマ[7]